# Die Nichte des Polizisten
Die Nichte des Polizisten ist ein deutsches Filmdrama von Dustin Loose aus dem Jahr 2025.

## Inhalt
Rebecca beginnt ihre Karriere bei der Polizei Baden-Württemberg. Nach der Ausbildung stürzt sie sich hoch motiviert in die Arbeit und wird zusammen mit ihrem Kollegen Christoph bei Einsätzen gegen Drogen- und Waffenschmuggel eingesetzt. Durch ihren Onkel Werner Barth hat sie bereits von Verbindungen zwischen Polizei und Rechtsradikalen in Thüringen erfahren. Sie muss feststellen, dass es auch in ihrer Einheit Verbindungen zur organisierten Kriminalität gibt, wodurch sie zwischen die Fronten gerät.

## Produktion
Der Film basiert teilweise auf dem Mord an Michèle Kiesewetter, der 2007 in Heilbronn durch den NSU ausgeführt wurde. Die Dreharbeiten fanden im Oktober und November 2024 in Wien statt. Der Film wurde von W&B Television in Kooperation mit NDR und SWR produziert. Produzentin Gabriela Sperl gab in einem Interview an, dass es im Film darum gehe, das Feindbild Polizei abzubauen.
Der Film feierte am 30. Juni 2025 auf dem Filmfest München im Wettbewerb Neues Deutsches Fernsehen Premiere und gewann den Bernd Burgemeister Fernsehpreis für den Besten Film. Der Film soll voraussichtlich im Herbst 2025 ins Fernsehen kommen.

## Rezeption
Michael Müller für The Spot: „[Die] erste Filmhälfte, die aus dem feinen Charakterporträt und der energetischen Milieuschilderung aus dem Innern des Polizeiapparats besteht, ist emotional involvierender. Aber die Bitternis entsteht erst durch die zweite Hälfte, wenn den Motiven der Ermordung nachgegangen wird, obwohl sie visuell nicht mehr so aufregend ist.“

## Auszeichnungen (Auswahl)
- 2025: Filmfest München: Bernd Burgemeister Fernsehpreis in der Kategorie Bester Film für Gabriela Sperl und Benjamin Benedict